# Miyuki Akiyama
Miyuki Akiyama (秋山 美幸, Akiyama Miyuki) est une ancienne joueuse de volley-ball japonaise née le 27 août 1984 à Hitachiōta (Préfecture d'Ibaraki). Elle mesure 1,63 m et jouait au poste de passeuse. Elle a mis un terme à sa carrière de volleyeuse professionnelle en juin 2015.

## Clubs
| Club                     | De        | À         |
| ------------------------ | --------- | --------- |
| Université Aoyama Gakuin |           | 2006-2007 |
| NEC Red Rockets          | 2007-2008 | 2014-2015 |

## Palmarès
- V Première Ligue
  - Vainqueur : 2015.
- Tournoi de Kurowashiki
  - Finaliste : 2011, 2013.